# Doubtful Sound/Patea

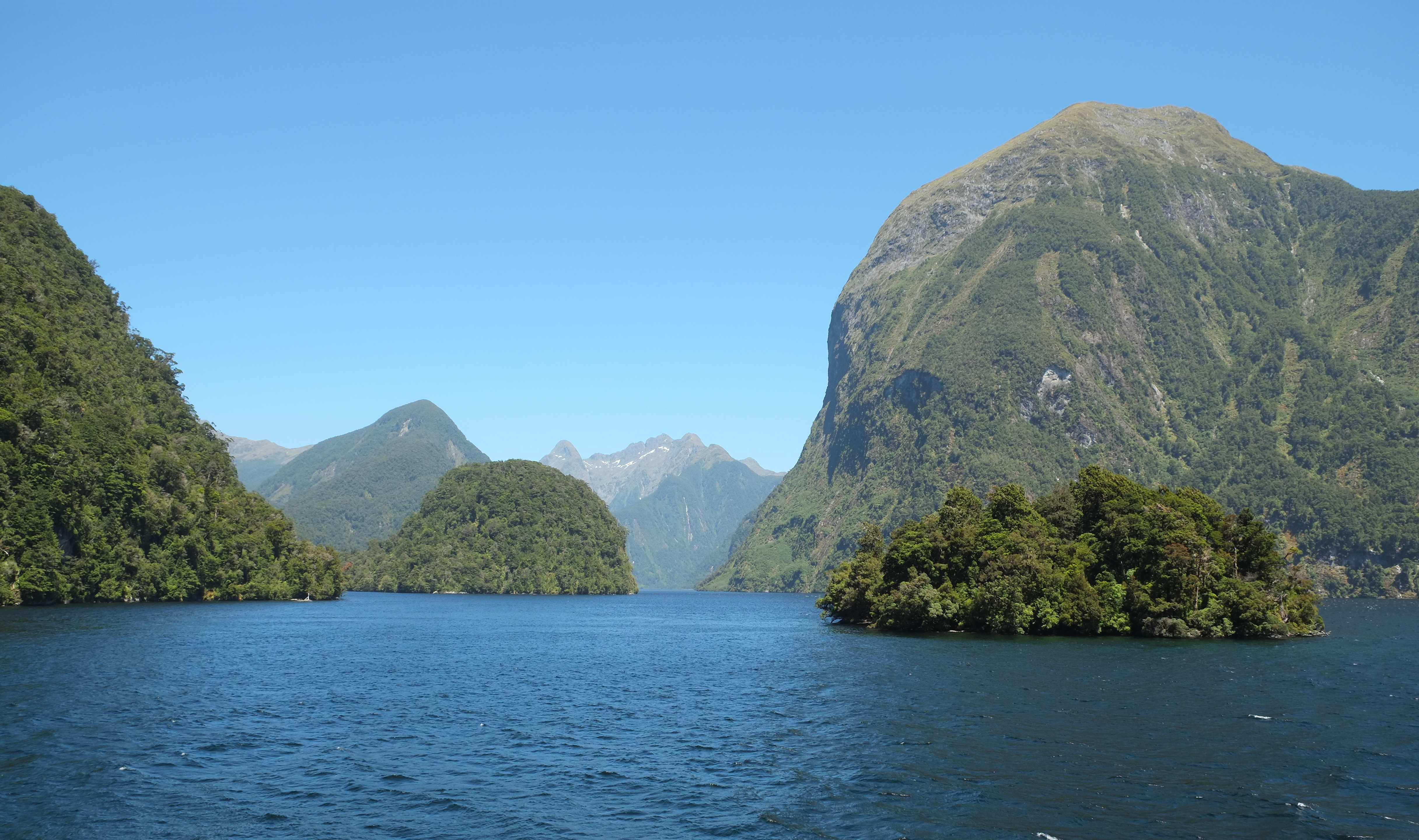
Doubtful Sound mit Rolla Island und Eingang zum Hall Arm

Der Doubtful Sound/Patea ist ein Meeresarm im Fiordland-Nationalpark auf der Südinsel von Neuseeland. Er wird auch als The Sound of Silence (Der Meeresarm der Stille) bezeichnet.

## Namensherkunft
Der Meeresarm erhielt im Jahr 1770 von dem britischen Seefahrer und Entdecker Kapitän James Cook den Namen Doubtful Harbour, nachdem er unsicher war, ob man in dem Gewässer sicher ankern kann. 23 Jahre später befuhr der spanische Seefahrer Malaspina das Gewässer, vermaß es und gab einigen markanten Punkten des Sounds spanische Namen, die noch heute Verwendung finden.

## Geographie
Der Doubtful Sound/Patea befindet sich an der Westküste des südlichen Teils der Südinsel von Neuseeland. Er beginnt rund 46 km westlich von Te Anau und erstreckt sich über eine Länge von rund 30 km westwärts in Richtung zur Tasmansee, zu der er sich auf eine Breite von rund 4,2 km hin öffnet. Seine breiteste Stelle im Inland beträgt rund 2,5 km. Vom Doubtful Sound/Patea aus verzweigen verschiedene weitere Meeresarme in die Seitentäler der Berglandschaft des Fiordlands. Am östlichen Ende des Sounds sind dies der rund 3,4 km lange Deep Cove und der rund 8,5 km lange Hall Arm. An der südlichen Seite des Doubtful Sound/Patea schlängelt sich der Crooked Arm rund 15 km nach Südwesten und etwas weiter seewärts reicht der rund 5,5 km lange First Arm in die Berglandschaft hinein. Rund 12 km südöstlich des Eingangs zum Doubtful Sound/Patea stellt der Pendulo Reach eine Verbindung zu den nördlich befindlichen Te Awa-o-Tū / Thompson Sound und dem Kaikiekie / Bradshaw Sound her. Zwischen dem Doubtful Sound/Patea und dem Te Awa-o-Tū / Thompson Sound liegt die rund 20 km lange nach Norden abgewinkelte Insel Secretary Island. Die Gesamtlänge des Doubtful Sound/Patea, der über eine Flächenausdehnung von 83,7 km² verfügt, beträgt 40,4 km und die tiefste Stelle des Gewässers wurde mit 421 m ermittelt. Das Wassereinzugsgebiet des Sound beträgt 627 km².

## Geologie
Der Doubtful Sound/Patea ist im klassischen Sinne ein Fjord, der durch Gletscherbildung entstanden ist. Doch die frühen europäischen Siedler und Seefahrer bezeichneten zahlreiche Täler in der Region Fiordland als Sounds, eine Bezeichnung, die eigentlich für von der Seeseite her geflutete Flusstäler verwendet wird, wie die Marlborough Sounds im Norden der Südinsel. Die Seefahrer, zumeist englischer oder walisischer Herkunft, kannten von ihrer Heimat her keine Fjorde und so verwendeten sie für die Meeresarme die ihnen bekannten Bezeichnungen, die bis heute weiter bestehen.

## Flora und Fauna
Im Wasser findet sich eine reichhaltige Fauna. Sie ist dadurch besonders, dass auf dem Meerwasser eine mehrere Meter tiefe Schicht aus Süßwasser liegt, die sich fast nicht mit dem Meerwasser mischt. Durch unterschiedliche Refraktionsindizes gelangt kaum Licht in den tieferen Bereich, sodass dort Arten siedeln, die eigentlich nur in wesentlich größeren Wassertiefen vorkommen. Dazu zählen diverse Seesterne und Anemonen sowie Schwarze Korallen.
Neben einer Kolonie Großer Tümmler sind im Sound auch Dickschnabelpinguine und Neuseeländische Seebären anzutreffen.

## Tourismus
Als mit 421 m tiefster aller Meeresarme der Region Fiordland, gelten die Küsten und die den Doubtful Sound/Patea umgebenden Berge als nahezu unberührt. Lediglich die kleineren Schiffe einiger in der Region beheimateten Unternehmen unternehmen Tagesfahrten in den Doubtful Sound/Patea, teilweise auch mit Übernachtungen auf den Schiffen. Beliebt sind die Touren auch, weil neben den vielen Wasserfällen in den Gewässern des Sound Seehunde, Pinguine und Delfine beobachtet werden können. Neben den geführten Touren ist der Fjord auch ein beliebtes Ziel für Kajak-Fahrer.
Eine Verbindung besteht entweder über das Meer oder die Wilmot Pass Road. Die Straße führt vom Lake Manapouri über den Wilmot Pass zum Sound, ist jedoch nicht direkt mit dem restlichen Straßennetz Neuseelands verbunden.
Sehenswerte Wasserfällen sind die Browne Falls, Helena Falls und die Lady Alice Falls.